# Samuel Giger
Samuel Giger (* 24. März 1998) ist ein aktiver Schweizer Schwinger und Nationalturner.

## Karriere als Schwinger
Samuel Giger fiel in Schwingerkreisen schon in sehr jungen Jahren als Ausnahmetalent auf (er gewann u. a. schon im jugendlichen Alter von erst 17 Jahren zum ersten Mal ein Kantonalschwingfest in der Kategorie der Erwachsenen mit einem Schlussgangsieg gegen einen 14 Jahre älteren Kontrahenten). Ein Jahr später gewann er am Eidgenössischen Schwingfest 2016 in Estavayer-le-Lac mit erst 18 Jahren zum ersten Mal einen Eidgenössischen Kranz und beendete das Eidgenössische auf Rang 2. Am Eidgenössischen Schwing- und Älplerfest 2019 in Zug belegte er den 4. Rang, in Pratteln 2022 Rang 5d, womit er sich erneut mit eidgenössischen Kränzen krönen lassen durfte. 

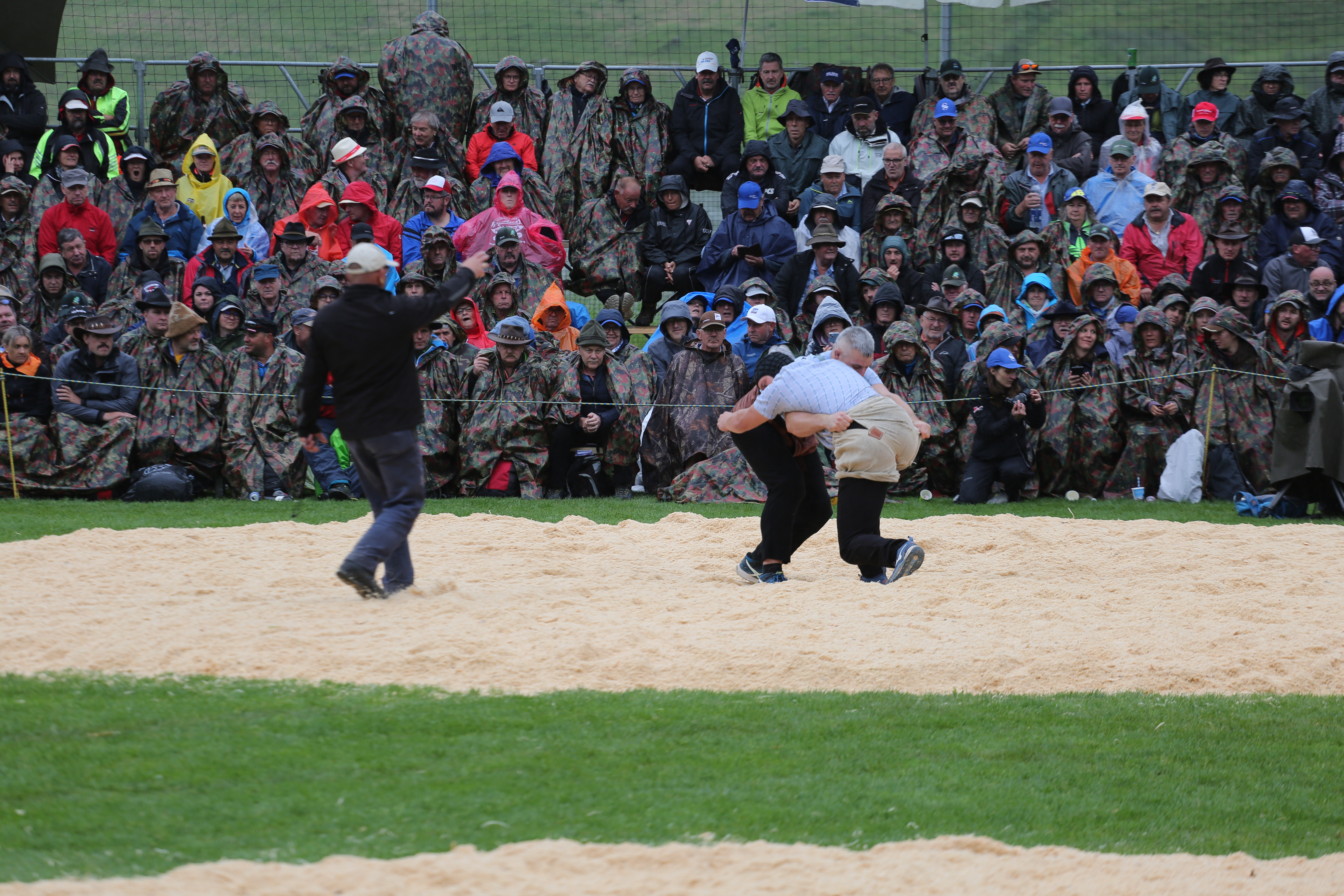
Samuel Giger am Schwarzsee Schwingfest

Daneben weist er 29 Kranzfestsiege (8 Bergfeste: Schwägalp 2016/18/19/21/22, Brünig 2023, Rigi 2021, Weissenstein 2018/19; 4 Teilverbandsfeste: Nordwestschweizer 2018 in Basel, Nordostschweizer 2017/2021/2022; 16 Kantonale: 2 Zürcher (2016/Watt, 2018/Hausen), 3 Schaffhauser (2015/Guntmadingen, 2017/Herblingen, 2021/Thayngen), 1 Bündner-Glarner 2022 in Untervaz, 2 Glarner-Bündner (2017/Niederurnen, 2023/Elm), 1 Appenzeller 2017 in Teufen, 3 Thurgauer (2018/Lengwil, 2021/Amriswil, 2022/Müllheim), 2 St. Galler (2018/Tübach, 2021/Kaltbrunn), sowie 1 Solothurner 2021 in Matzendorf und 1 Baselstädtisches 2022) und mehrere Schlussgangteilnahmen (Nordostschweizer Schwingfest 2016 in Wattwil, Schwarzseeschwinget 2021 und Thurgauer Kantonalfest 2016 in Märwil) auf.
In seinem Palmarès stehen nun (Stand: 03.08.23) 3 Eidgenössische Kränze (ESAF 2016/19/22), 11 Teilverbandskränze (7 NOSV, 1 BKSV, 1 ISV, 1 NWSV, 1 SWSV) und 17 Bergkränze (8 Schwägalp, 1 Stoos, 2 Rigi, 3 Brünig, 2 Weissenstein, 1 Schwarzsee).
In der offiziellen Jahrespunkteliste des Eidgenössischen Schwingerverbands belegte Giger 2019 den 7. Rang. Am 17. Kilchberger Schwinget 2021 teilte er sich, nach gewonnenem Schlussgang gegen den Berner Schwingerkönig Kilian Wenger, den Festsieg mit den auf den Plätzen 1b bzw. 1c rangierten Damian Ott und Fabian Staudenmann. 2023 gewann er nach sechs Siegen in den Einzelkämpfen das Unspunnen-Schwinget.
Samuel Giger ist im Moment einer der besten Schwinger in der Schweiz. 

## Leben
Samuel Giger stammt ursprünglich aus einer Schwingerfamilie aus dem Appenzellerland. Er verlebte einen grossen Teil seiner Kindheit im Kanton Thurgau. Sein Vater Emil Giger war ein bekannter Appenzeller 2-facher Eidgenössischer Kranzschwinger und mehrfacher Kantonalfestsieger; auch sein Onkel Max Giger war ein routinierter und technisch versierter Kantonal- und Teilverbands-Kranzschwinger. Seine Mutter ist Bernerin und kommt ebenfalls aus einer Schwingerfamilie (darunter der früher bekannte Berner Spitzenschwinger Ruedi Grossmann) und ihr Bruder Simon Schild war in seinen Aktivjahren ebenfalls ein Eidgenössischer Kranzgewinner.
Wohnhaft ist der Sennenschwinger in Ottoberg TG. Er schwingt beim Schwing-Club am Ottenberg und trainiert in Weinfelden. Giger ist auch bekannt für sein oftmals ruhiges, überlegtes und bescheidenes Auftreten auf dem Platz.